# Cetatea Bieberstein
Cetatea Bieberstein este situată lângă Bieberstein (Wiehl), fiind amintită pentru prima oară în anul 1342, fiind construită din roci rezistente. Cetatea care era proprietatea administrației din Homburg, este definitiv părăsită în secolul XIX, fiind neglijată devine o ruină, azi au rămas din cetate numai o parte zidurile exterioare.